# Calolydella andinensis
Calolydella andinensis är en tvåvingeart som först beskrevs av Townsend 1927.  Calolydella andinensis ingår i släktet Calolydella och familjen parasitflugor.
Artens utbredningsområde är Peru. Inga underarter finns listade.